# Michael Roberts (homme politique)
Pour les articles homonymes, voir Michael Roberts et Roberts.
Michael Roberts est un homme politique conservateur britannique né le 6 mai 1927 et mort le 10 février 1983. Il est député à la Chambre des communes de 1970 à sa mort.

## Biographie

### Origines
Michael Hilary Adair Roberts naît le 6 mai 1927 à Aberystwyth, dans le Cardiganshire. Son père, T. A. Roberts, est un prêtre anglican qui devient par la suite recteur de Neath. Il est scolarisé à la grammar school de Neath avant d'étudier au University College of Wales, à Cardiff. Après ses études, il devient enseignant et dirige notamment la Bishop of Llandaff Church in Wales High School (en) de Cardiff de 1963 à 1970.

### Carrière politique
Adhérent du Parti conservateur, Michael Roberts essuie plusieurs échecs avant de parvenir à être élu député. Il est pour la première fois candidat en 1954, lors d'une élection partielle (en) dans la circonscription d'Aberdare (en) pour remplacer le défunt David Thomas (en). Il arrive troisième, loin derrière le travailliste Arthur Probert (en) et au coude à coude avec Gwynfor Evans du Plaid Cymru. Lors des élections générales de 1955 et 1959, il représente les conservateurs à Cardiff South East (en), où il est battu les deux fois par le futur Premier ministre James Callaghan.
Roberts devient député après les élections générales de 1970, qui le voient remporter le siège de Cardiff North. Après une réorganisation de la carte électorale pour les élections de février 1974, il représente la circonscription de Cardiff North West (en). Il est notamment sous-secrétaire d'État parlementaire pour le pays de Galles (en) avec Wyn Roberts de 1979 à 1983.
Le 10 février 1983, Roberts s'effondre alors qu'il se trouve à la tribune lors d'un débat à la Chambre des communes. Il est immédiatement conduit à l'hôpital de Westminster (en), où son décès est constaté. Âgé de cinquante-cinq ans, il souffrait depuis deux ans de problèmes de santé.